# Die Frau hinter dem Ladentisch
Die Frau hinter dem Ladentisch (Originaltitel: Žena za pultem) ist eine tschechoslowakische Fernsehserie, in deren Mittelpunkt die Erlebnisse der Verkäuferin Anna Holubová stehen. Die Drehbücher zur Serie stammten von Jaroslav Dietl, Regie führte Jaroslav Dudek.

## Inhalt
In der Serie werden die Erlebnisse der Prager Verkäuferin Anna Holubová erzählt. Diese nimmt in der ersten Folge ihre Tätigkeit als Leiterin der Feinkostabteilung in einer Kaufhalle im Prager Stadtteil Smíchov auf. Wohnungswechsel und ein neuer Arbeitsplatz – Anna Holubová hatte zuvor eine Kaufhalle in einem anderen Prager Stadtteil geleitet – sollen nach der Scheidung von ihrem Mann einen Neuanfang in ihrem Leben markieren.
Anna ist eine versierte Fachkraft. Dadurch und durch ihren offenen und ehrlichen Charakter erwirbt sie sich schnell das Vertrauen ihrer Kollegen und Vorgesetzten. Dabei muss sie sich gegen manche Unwägbarkeiten durchsetzen.
Der Handlungszeitraum der Serie beginnt zu Neujahr und erstreckt sich über ein Jahr. Die Serie ist in 12 Teile gegliedert, wobei jeder Teil einem Monat zugeordnet ist. Das wird nicht nur durch eine Einblendung des Monatsnamens deutlich gemacht. Auch die Handlung selbst nimmt Bezug zu saisonalen Ereignissen. So werden beispielsweise in der dritten Folge (März) der Internationale Frauentag begangen und Ostern gefeiert.

## Episodenliste
- 1. Anna tritt ihren Dienst an
- 2. Das Mädchen vom Gemüsestand
- 3. Der Stellvertreter vom Chef
- 4. Die Fleischverkäuferin und der Lagerverwalter
- 5. Der alte Dominik
- 6. Eine Verkäuferin löst Eheprobleme
- 7. Das Lehrmädchen Zuzana
- 8. Zwei Kassiererinnen
- 9. Die Rentnerin vom Flaschenstand
- 10. Der Sohn vom Chef
- 11. Die Hochzeit der Delikatessen-Olli
- 12. Annas Feiertage

## Hintergrund
Als Drehort für zahlreiche der Außenaufnahmen diente eine reale Kaufhalle am Platz des 14. Oktobers (tschechisch Náměstí 14. října) im Prager Stadtteil Smíchov. Diese Kaufhalle gibt es indes nicht mehr, sie wurde zwischenzeitlich abgerissen. An ihrer Stelle befindet sich heute ein modernes Bürogebäude. Die Wohnung der Titelheldin Anna lag im Prager Stadtteil Vinohrady.

## Besetzung
| Rolle                                            | Darsteller          | Synchronsprecher    |
| Anna Holubová                                    | Jiřina Švorcová     | Renate Rennhack     |
| Michala Holubová, Annas Tochter                  | Jana Boušková       | Barbara Schnitzler  |
| Petr Holub, Annas Sohn                           | Jan Potměšil        | Jan Wanschura       |
| Jiří Holub, Annas Ex-Mann                        | Josef Langmiler     | Heinz Behrens       |
| Annas Mutter                                     | Dana Medřická       | Helga Göring        |
| Karel Brosz, ein Kunde                           | Petr Haničinec      | Hans-Peter Reinecke |
| Václav Karas, Verkaufsstellenleiter              | Vladimír Menšík     | Erhard Köster       |
| Vasek, dessen Sohn                               | Petr Svojtka        | Kaspar Eichel       |
| Vilímek, stellvertretender Verkaufsstellenleiter | Zdeněk Řehoř        | Klaus Mertens       |
| Vilímková, dessen Frau                           | Slávka Budínová     | Evamaria Bath       |
| Oskar Hemelik, Lagerist                          | Jaromír Hanzlík     | Wolfgang Ostberg    |
| Frantisek Dominik, Lagerist                      | Vladimír Hlavatý    | Eugen Schaub        |
| Kubankova, Flaschenannahme                       | Marie Motlová       | Hanna Rieger        |
| Oli, Verkäuferin                                 | Hana Maciuchová     | Micaëla Kreißler    |
| Jiřinka, Verkäuferin                             | Lenka Termerová     | Madeleine Lierck    |
| Mlynařová, Verkäuferin                           | Bozena Böhmová      | Anne Wollner        |
| Sona, Verkäuferin                                | Daniela Kolářová    | Heidi Weigelt       |
| Ladka, Verkäuferin                               | Katerina Burianova  | Blanche Kommerell   |
| Kalaskova, Verkäuferin                           | Karolína Slunécková | Gerda-Luise Thiele  |
| Zuzana, Verkäuferin                              | Simona Stašová      | Romanda Keller      |
| Bogdan, Michalas Freund                          | Jindrich Hinke      | Udo Schenk          |

Anmerkung
1. ↑   Im Abspann der DDR-Synchronisation wird fälschlicherweise Jan Haničinec als Name des Darstellers angegeben.